# Crucifix de Fucecchio
Le Crucifix de Fucecchio est un  grand crucifix peint  en  tempera et or sur bois, réalisé vers 1230-1235 par  Berlinghiero Berlinghieri ; la grande croix peinte est exposée et conservée au Musée national San Matteo à Pise.

## Histoire
Le crucifix signé BERLINGERIUS VULTERRANUS ME PINXIT résulte d'une commande de l'abbaye San Salvatore de Fucecchio alors dans le diocèse de Lucques.
En 1780 le crucifix est racheté par Ranieri Tempesti à un antiquaire pour être exposé au Camposanto Monumentale, puis il est transmis à la chapelle des Pozzo en 1816 et transféré au musée national.
Les tabelloni des extrémités ont été détachés (constat de Tempesti en 1812) : Saint Laurent et une sainte (Musée de Fucecchio), Une femme pieuse et saint Paul (collection privée).

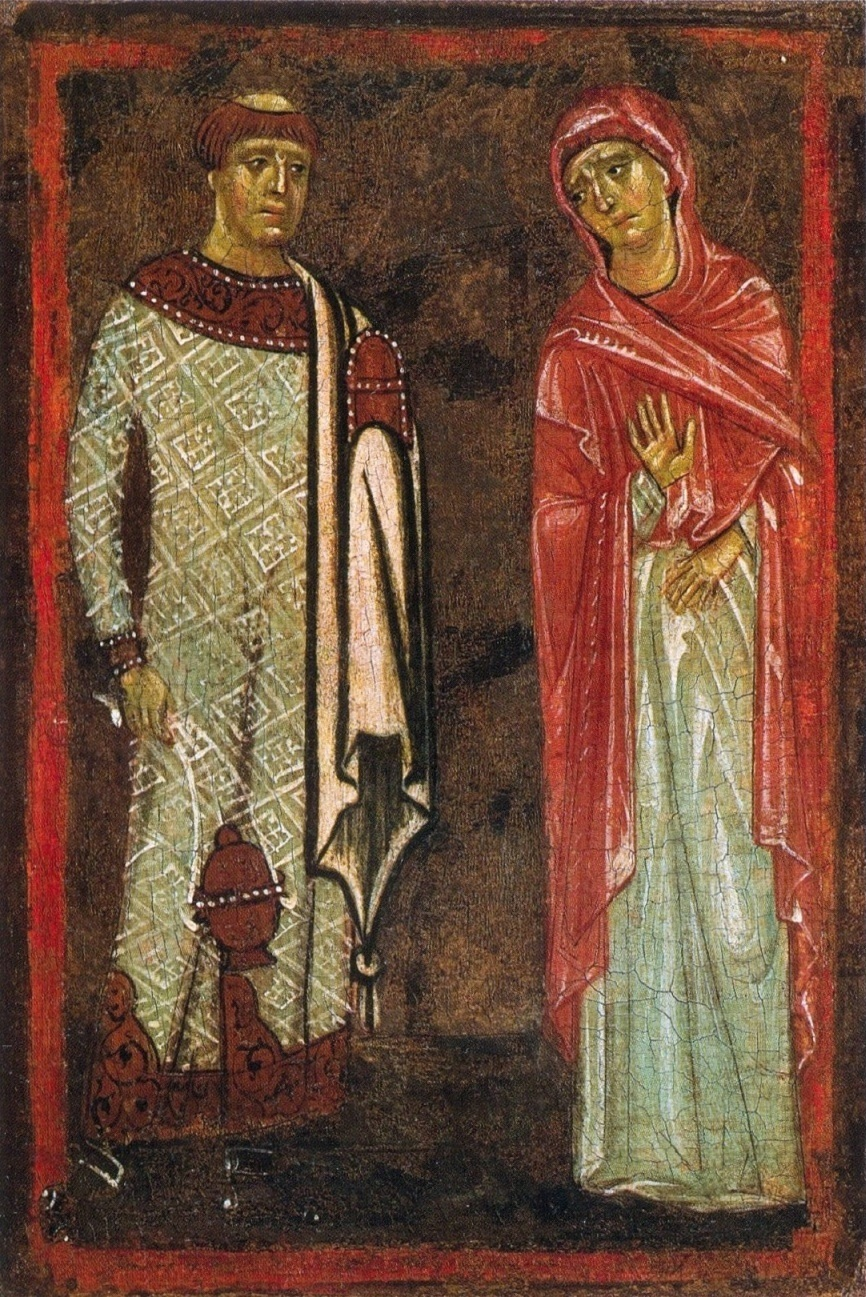
Panneau du musée de Fucecchio.
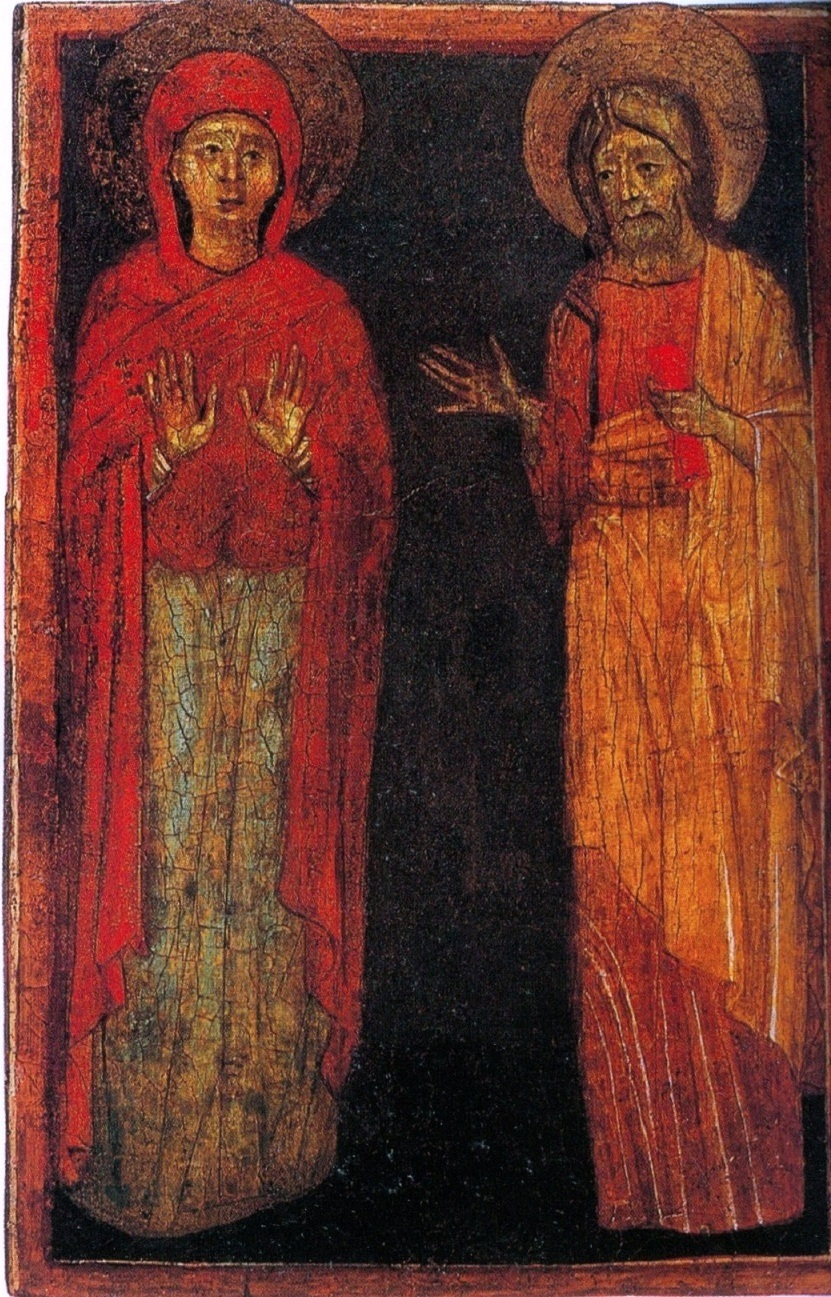
Panneau de la collection privée.

## Description
Le Crucifix de Fucecchio  respecte les conventions du Christus triumphans, Christ mort mais triomphant sur la croix, issue de l'iconographie religieuse gothique médiévale  occidentale (qui sera à son tour remplacé, par le Christus patiens, résigné à la mode byzantine de Giunta Pisano et ensuite, à la pré-Renaissance, par le  Christus dolens des primitifs italiens). 
Attributs du Christus triumphans montrant la posture d'un Christ vivant détaché des souffrances de la Croix :
- Tête relevée (quelquefois tournée vers le ciel), ici très auréolée,
- yeux ouverts,
- corps droit,
- du sang peut s'écouler des plaies.

Le crucifix ne comporte plus que les scènes annexes latérales des flancs du Christ, où Marie et Jean sont représentés debout, 
Le corps du Christ ne subit pas encore les déhanchements caractéristique des œuvres postérieures du Christus patiens et plus tard du Christus dolens.